# 道の駅オライはすぬま
道の駅オライはすぬま（みちのえき オライはすぬま）は、千葉県山武市蓮沼ハにある千葉県道58号松尾蓮沼線の道の駅である。

## 施設
- 駐車場（普通車73台、大型車4台、身体障害者用3台）
- トイレ（男8、女6、身体障害者用2）
- 公衆電話
- 情報コーナー（9:00 - 17:00）
- 物産館「喜太陽」(9:00 - 19:00（冬季 9:00 - 18:00））
- レストラン「蓮味」（11:00 - 17:00）

## アクセス
- 千葉県道58号松尾蓮沼線
  - 千葉県道30号飯岡一宮線
  - 千葉県道122号飯岡片貝線

## 駅周辺
- 山武市役所 蓮沼支所
- 山武市立蓮沼中学校
- 蓮沼海浜公園
- 守屋酒造
- 蓮沼スポーツプラザ